# Castell de Segueró
El Castell de Segueró és un edifici del poble de Segueró, al municipi de Beuda (Garrotxa) protegit com a bé cultural d'interès local. Està ubicat a poca distància del gran casal dels Noguer i de l'església romànica de Santa Maria de Segueró.

## Descripció
Més que un castell és una casa forta, de planta rectangular, enganxada a la masia de Can Duran. El conjunt de construccions conformen un pati quadrangular obert per la banda de llevant. La part més antiga correspon a l'angle nord-est que en origen seria una casa torre de 5,05 metres d'amplada i 5,25 metres de longitud i de dos pisos. La paret de migjorn fa 75 cm de gruix i la de ponent 95 cm. La teulada és a un vessant amb el carener paral·lel a la façana principal que s'obre al pati.
A l'interior hi ha una arcada que es va fer en època gòtica i separa el nivell inferior, d'uns 4,20 m d'alçada, del superior, de 3,20 a 4,70 m d'alçada.
La porta d'entrada, d'arc adovellat format per sis dovelles, situada a la façana oriental, es va obrir potser en una època posterior al moment de la construcció de la casa-torre. Té una amplada exterior de 118 cm. L'arcada interior, que aguanta el sostre del primer nivell, és de mig punt, formada per 37 dovelles, amb una amplada de l'extradós de l'arc molt estreta.
Els carreus més antics són petits per exemple, de 12 cm d'alt per 25 cm d'ample. A la part alta de l'edifici hi ha una mena de fris que combina carreus rectangulars col·locats verticalment i lloses verticals, limitats a dalt i a baix per dues rengleres de lloses planes.
Una altra dependència interessant és la cambra del costat de ponent de la torre, coberta amb volta on encara hi ha les restes de l'encanyissat de quan fou bastida. Les parets inicials de la casa-torre es podrien datar abans de l'any 1000. Segons R. Sala i N. Puigdevall, la casa torre es pot datar amb tota seguretat al segle xi i la resta força posteriorment, cap als segles XV i XVI. No es disposa de cap dada concreta que faci esment a la construcció. En qualsevol cas, sorprèn la seva situació, ja que es troba al mig de la plana, en un lloc poc defensable i poc enlairat.

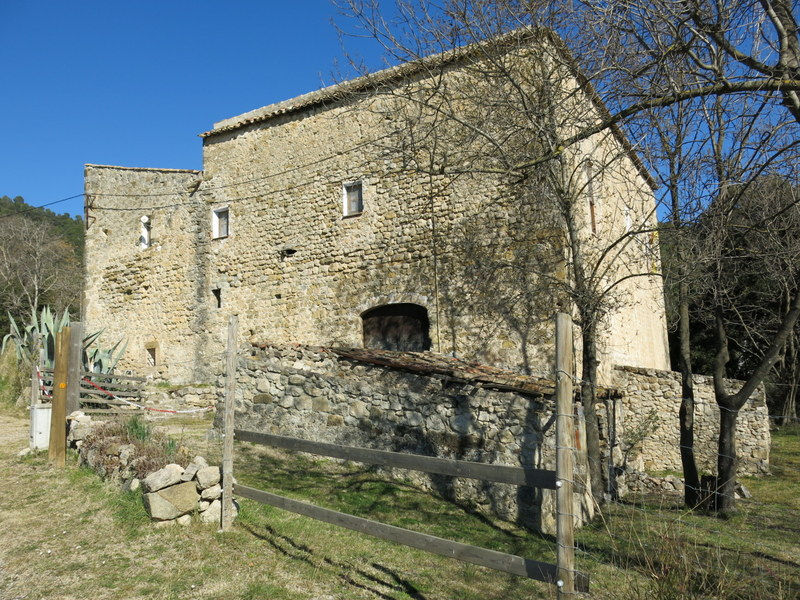
Castell de Segueró (febrer 2015)

## Història
L'any 1001, entre les esglésies que cedí Bernat Tallaferro per formar el patrimoni de l'efímer bisbat de Besalú hi havia «ipsa parrochia Sancta Maria quae est in villa quam dicum Sagarone». L'any 1160, Arnau de Llers, fill i hereu de Guillem de Cervià i de Maiasenda, hereva de Llers, restituí al bisbe de Girona les esglésies que tenia a les seves honors entre les quals hi havia Santa Maria de Segueró («Seguaron»). Sembla doncs que el terme d'aquesta parròquia pertanyia a la zona d'influència dels Llers tot i que potser hi tenia alguns drets la canònica de Santa Maria de Besalú. Els LLers hi devien ésser els senyors superiors i molt probablement en tenien la jurisdicció.
Vers el segle xi degué aparèixer al terme del poble de Segueró una família de cavallers o de batlles dels quals no hi ha documentació conservada o estudiada d'abans de 1300. Sabem que al segle xiii la família Cases de Segueró tenia la senyoria sobre diverses terres i masos de la parròquia. Són documentats Arnau Cases (1202), Pere Cases (1232), segurament un altre Pere Cases (1275), etc. La senyoria dels Llers aquests anys passà als Rocabertí.
Segons Josep M. Corominas i Jaume Marquès, a l'inici del segle xiv apareix una família cognominada Segueró que cobrava les tres quartes parts dels delmes del lloc. L'altre quarta part la cobrava Bernat Gifré de Besalú que l'havia adquirida del canonge de Girona. El 1316, el batlle era Pere de Segueró fill de Guillem i es pot suposar que vivien en l'edifici que ara és anomenat el castell.
L'any 1362, la quarta part dels delmes la cobrava Vidal de Segueró el qual és esmentat en un document el 1370. Era donzell («en Vidal de Segaró donzell»). Aquest document relaciona els focs i les senyories de la vegueria de Besalú i sembla confirmar que, al segle xiv, aquest donzell residiria en la casa anomenada avui dia el castell de Segueró.
Actualment aquest edifici del Castell de Segueró és un habitatge.